# 白花草木樨

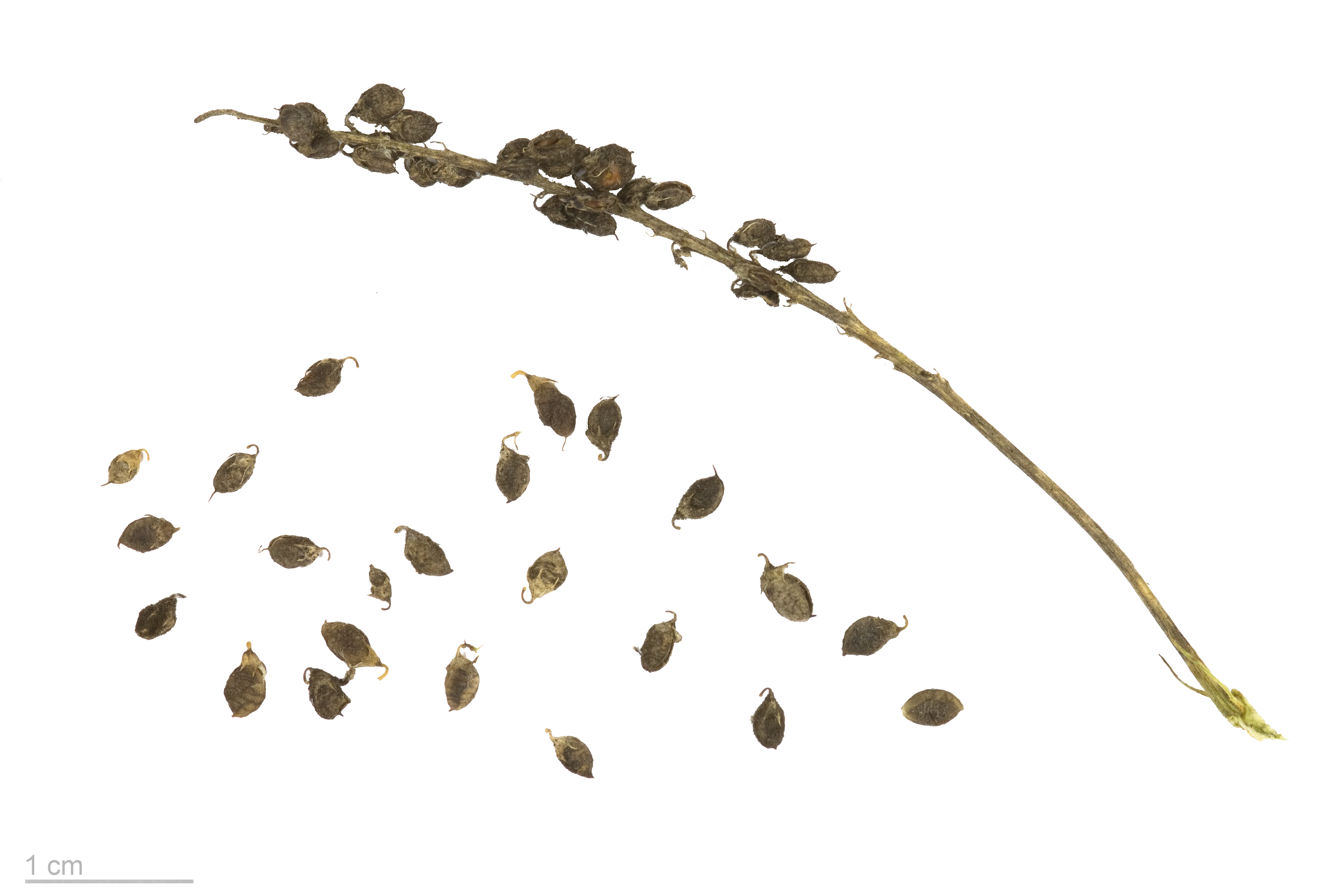
Melilotus albus

白花草木樨（学名：Melilotus albus）是一种豆科草木犀属植物。其种加词“albus”意为“白色的”。这种植物在中国河北、内蒙古、陕西、甘肃等省区都有野生种分布。在西北、东北、华北等地有悠久的栽培历史。产中国东北、华北、西北及西南各地。生于田边、路旁荒地及湿润的砂地。欧洲地中海沿岸、中东、西南亚、中亚及西伯利亚均有分布。